# Genoa Open Challenger 2013
Il Genoa Open Challenger 2013 è stato un torneo di tennis facente parte della categoria ATP Challenger Tour nell'ambito dell'ATP Challenger Tour 2013. È stata l'11ª edizione del torneo che si è giocata a Genova in Italia dal 2 all'8 settembre 2013 su campi in terra rossa e aveva un montepremi di €85,000+H.

## Partecipanti singolare

### Teste di serie
| Nazionalità | Giocatore            | Ranking* | Testa di serie |
| ----------- | -------------------- | -------- | -------------- |
| Spagna      | Albert Montañés      | 44       | 1              |
| Spagna      | Albert Ramos Viñolas | 75       | 2              |
| Spagna      | Pablo Carreño Busta  | 76       | 3              |
| Italia      | Paolo Lorenzi        | 80       | 4              |
| Russia      | Andrej Kuznecov      | 83       | 5              |
| Italia      | Filippo Volandri     | 101      | 6              |
| Rep. Ceca   | Jan Hájek            | 103      | 7              |
| Russia      | Tejmuraz Gabašvili   | 122      | 8              |

- Ranking al 26 agosto 2013.

### Altri partecipanti
Giocatori che hanno ricevuto una wild card:
- Gianluca Mager
- Andrej Kuznecov
- Albert Montañés
- Francesco Picco

Giocatori che sono passati dalle qualificazioni:
- Enrico Burzi
- Janez Semrajč
- Carlos Gomez-Herrera
- Moritz Baumann

Giocatori che hanno ricevuto un entry come alternate:
- Kristijan Mesaroš

## Vincitori

### Singolare
Dustin Brown ha battuto in finale  Filippo Volandri con il punteggio di 7–6(5),6–3.

### Doppio
Daniele Bracciali /  Oliver Marach hanno battuto in finale  Marin Draganja /  Mate Pavić con il punteggio di 6–3, 2–6, [11–9].